# 242 î.Hr.

## Nașteri
- Antioh al III-lea, rege al Imperiului Seleucid (d. 187 î.Hr.)